# Riccardo Astuto di Lucchese
Riccardo Astuto dei duchi di Lucchese (o Lucchesi) (Napoli, 1º gennaio 1882 – Francavilla al Mare, 25 agosto 1952) è stato un diplomatico italiano.

## Biografia
Di famiglia nobile siciliana ma residente a Napoli, si è laureato in giurisprudenza all'Università di Roma.
Dal 1913 al 1915 è stato prima segretario poi capo ufficio degli affari civili del governatorato della Tripolitania. Trasferito in Cirenaica, ha avuto diversi incarichi (segretario generale a Bengasi, commissario regionale a Derna), compreso quello di direttore (1919), finché il disaccordo con il governatore Giacomo De Martino sulla politica di conciliazione attuata con la Senussia ne ha decretato una nuova serie di trasferimenti: prima in Somalia, dal 1922 in Tripolitania, dal giugno dell'anno seguente nuovamente in Cirenaica. Dopo esser stato lungamente direttore generale del ministero delle colonie (1924-1930), dalla metà di luglio 1930 sino alla metà di gennaio 1935 è stato governatore dell'Eritrea.
Collocato a riposo, ha continuato a ricoprire incarichi, prevalentemente di studio e ricerca. Inoltre, ancora dopo la fine della guerra, è stato presidente dell'Istituto italo-africano, socio dell'Istituto per l'Oriente e membro della commissione politica estera della Democrazia Cristiana. Nei suoi scritti della fine degli anni venti ha posto attenzione ai problemi dell'Africa, perorando l'ipotesi di un inglobamento della stessa nella struttura sociopolitica europea ("Eurafrica"), mentre quelli della fine degli anni trenta trattano il problema della razza, aderendo, in linea con lo spirito delle leggi razziali fasciste del periodo, al "canone" della salvaguardia della purezza ariana in Africa. Ha curato i quattro volumi del Diario eritreo di Ferdinando Martini.